# Tadeusz Bujak
Tadeusz Bujak (ur. 5 lutego 1862 we Lwowie, zm. 12 czerwca 1926 w Warszawie) – polski prawnik, sędzia Sądu Najwyższego. W ostatnich latach XIX wieku należał do czołówki szachistów lwowskich, potem przez pewien czas był związany z krakowskim środowiskiem szachowym.

## Życiorys
Pochodził z rodziny ewangelików wcześniej osiadłych na Śląsku Cieszyńskim; był synem Jana, urzędnika skarbowego we Lwowie, i Sary z domu Haase, siostry Teodora Haasego, pastora ewangelicko-augsburskiego w Cieszynie. Tadeusz Bujak ukończył w 1879 I Gimnazjum we Lwowie i rozpoczął studia prawnicze. Kształcił się w Wiedniu i Lwowie, w 1887 na lwowskiej uczelni otrzymując dyplom doktora prawa. Podjął pracę w prokuratorii skarbu początkowo we Lwowie, potem w Czerniowcach; jako wyróżniający się specjalista, znany z odczytów i artykułów na temat trudnych zagadnień prawniczych, niebawem skierowany został do pracy w sądownictwie.
Od 1897 był sędzią sądu krajowego w Krakowie, po dziesięciu latach promowano go na sędziego sądu krajowego wyższego. W 1909 wyjechał do Wiednia, gdzie został sędzią Najwyższego Trybunału Sądowego i Kasacyjnego (w dziale cywilistycznym). Prawu cywilnemu poświęcał większość swoich artykułów i rozpraw ogłaszanych już od 1888 na łamach czasopism prawniczych (część z artykułów ukazała się anonimowo). Prace te miały praktyczne znaczenie w stosowaniu prawa w Galicji, m.in. rozprawa Czy i w jaki sposób dążyć do ograniczenia ilości sporów prowizorialnych ("Czasopismo Prawnicze i Ekonomiczne", 1907). Dzięki obszernemu opracowaniu Ustawa o sprostowaniu ksiąg gruntowych z materiałami i komentarzami, ogłoszonemu w Krakowie w 1908 wspólnie z Władysławem L. Jaworskim, przyczynił się do sprawnego wprowadzenia w życie ustawy usuwającej niezgodności między faktycznym stanem posiadania a stanem hipotecznym na terenie Galicji i Bukowiny.
W kwietniu 1919 Bujak osiadł w Warszawie i objął funkcję sędziego Sądu Najwyższego. Z racji doskonałej znajomości prawodawstwa niemieckiego pracował w izbie ds. byłego zaboru pruskiego. Był aktywnym działaczem Towarzystwa Prawniczego, członkiem jego Rady, wreszcie od 1924 prezesem.
Jako członek Komisji Kodyfikacyjnej aktywnie włączył się w prace na rzecz ujednolicenia polskiego systemu prawnego i sądowego po latach zaborów. Był wśród założycieli i redaktorów "Orzecznictwa Sądów Polskich". Ogłosił m.in. Kodyfikacja francuska w Alzacji i Lotaryngii ("Gazeta Sądowa", 1921), Kodyfikacja prawa wodnego ("Dziennik Urzędowy Ministerstwa Sprawiedliwości", 1921). Zgromadzony księgozbiór prawniczy przekazał Sądowi Najwyższemu.
Zainteresowania szachowe Tadeusza Bujaka sięgały lat studenckich. Od drugiej połowy lat 80. XIX wieku uchodził za jednego z lepszych graczy Lwowa, obok m.in. Kaliksta Morawskiego, Ignacego Popiela, Kazimierza Weydlicha, Aleksandra Jana Osuchowskiego. Rywalizację sportową łączył z pracą organizacyjną, m.in. w 1889 powołał do życia kółko szachowe w Czytelni Akademickiej, by wkrótce zwyciężyć w turnieju zorganizowanym przez to kółko. W listopadzie 1894 Bujak był wśród 45 członków założycieli Lwowskiego Klubu Szachistów, a w pierwszym zarządzie, na czele którego stanął hrabia Michał Miączyński, objął funkcję bibliotekarza.
W grudniu 1894, w jednym z pierwszych turniejów Lwowskiego Klubu Szachistów, uplasował się na II miejscu za Aleksandrem Osuchowskim; impreza miała charakter handicapowy, uwzględniający umiejętności i siłę gry poszczególnych zawodników. Rok później w kolejnej imprezie klubowej Bujak wprawdzie zrewanżował się Osuchowskiemu, ale ponieważ była to jego jedyna wygrana partia, podzielił ostatnie, VII-VIII miejsce. W 1895 Bujak był w składzie reprezentacji ekipy lwowskiej w meczu korespondencyjnym z Krakowskim Klubem Szachistów, ale bliższe szczegóły tego meczu nie zachowały się.
Jednym z rywali Bujaka we Lwowie był znany krytyk literacki Karol Irzykowski. Irzykowski zapamiętał swojego rywala jako "człowieka z dużą głową, a małymi czarnymi oczkami, tacy bywają zwykle zarozumiali". W serii spotkań w 1894 we Lwowie górą był Irzykowski, który rozstrzygnął na swoją korzyść trzy partie i jedną przegrał (nie padł żaden remis), a grę Bujaka ocenił następująco: "sądzę, że ma ode mnie więcej pomysłowości, tj. rutyny, ale mniej uważa".
W czasie pracy w sądach krakowskich Bujak był członkiem Krakowskiego Klubu Szachistów i uczestnikiem jego turniejów, m.in. w 1898, kiedy w gronie sześciu uczestników imprezy, wśród których byli m.in. Hieronim Czarnowski i Jan Kleczyński (junior), uchodził za faworyta; wyniki turnieju nie zachowały się. Również w pierwszych latach pobytu w Wiedniu udzielał się w środowisku szachowym, ale wycofał się z aktywności na tym polu prawdopodobnie jeszcze przed I wojną światową. W okresie międzywojennym, zajęty obowiązkami zawodowymi, nie był obecny w życiu szachowym Warszawy.
Został pochowany na cmentarzu ewangelicko-augsburskim w Warszawie (aleja 51, grób 75).

## Ordery i odznaczenia
- Krzyż Komandorski Orderu Odrodzenia Polski – 2 maja 1923 „w uznaniu zasług, położonych dla Rzeczypospolitej Polskiej na polu sądownictwa”[3][1]